# Раян (річка)
Раян (англ. Rayan River) — одна з основних приток річки Лілует у Британській Колумбії, Канада. Від витоку на сході льодовикового поля Пембертон протікає приблизно 42 км переважно на схід до впадіння в річку Лілует на території громади Пембертон-Медоуз.

## Фізична географія
Річка Раян разом з річкою Лілует протікають долиною Пембертон у горах Берегового хребта, де розташоване село Пембертон. В околицях річки Раян переважно ростуть хвойні ліси. Територія навколо річки Раян майже безлюдна, менше двох жителів на квадратний кілометр. Територія є частиною гемібореального кліматичного поясу. Середньорічна температура в районі 4 °C. Найтепліший місяць — липень із середньою температурою 18 °C, а найхолодніший — грудень із −8 °C.

## Екологія
2020 року приватна неприбуткова Природоохоронна організація Канади (англ. Nature Conservancy of Canada, NCC) за фінансування уряду Канади через програму «Natural Heritage Conservation Program», що є частиною фонду Canada’s Nature Fund, Пембертонської асоціації дикої природи (англ. Pemberton Wildlife Association), фундації Habitat Conservation Trust Foundation, фундації Longhedge Foundation, Служби рибних ресурсів та дикої природи США та кількох приватних благодійників викупила територію старого лісу та боліт й утворила Природоохоронну територію річки Раян (англ. Ryan River Conservation Area). За даними організації, Канадська служба дикої природи дала найвищу оцінку екологічній якості цих боліт.

## Проєкт гідроелектростанції
2008 року Управління оцінки впливу на навколишнє середовище у Британській Колумбії (англ. Environmental Assessment Office, EAO) розпочало громадські обговорення щодо будівництва гідроелектростанції на річці Раян, що передбачало спрямування частини води з річки тунелем завдовжки 9,5 км, який пропонували пробурити крізь гору Шугарлоуф (англ. Sugarloaf Mountain), зі створенням штучного середовища для лосося. За даними аналітичної та консалтингової компанії GlobalData Plc проєкт гідроелектростанції на річці Раян (англ. Ryan River Hydroelectric Power Plant) розрахований на потужність 145 МВт.